# Бад-Лаасфе
Бад-Лаасфе (нім. Bad Laasphe) — місто в Німеччині, знаходиться в землі Північний Рейн-Вестфалія. Підпорядковується адміністративному округу Арнсберг. Входить до складу району Зіген-Віттгенштайн.
Площа — 135,76 км2. Населення становить 13 412 ос. (станом на 31 грудня 2020).

## Географії

### Адміністративний поділ
Місто  складається з 24 районів:
- Амтсгаузен
- Бад-Лаасфе
- Банфе
- Бермерсгаузен
- Бернсгаузен
- Фойдінген
- Фішельбах
- Гросенбах
- Гайлігенборн
- Гербертсгаузен
- Гессельбах
- Гольцгаузен
- Кунст-Віттгенштайн
- Лаасферютте
- Нідерлаасфе
- Оберндорф
- Пудербах
- Рюккерсгаузен
- Рюпперсгаузен
- Засманнсгаузен
- Золь (Бад-Лаасфе)
- Штайнбах
- Фолькгольц
- Вайде